# Amphioplus incisus
Amphioplus incisus is een slangster uit de familie Amphiuridae.
De wetenschappelijke naam van de soort werd in 1883 gepubliceerd door Theodore Lyman.